# Navales
Navales es un municipio y localidad española de la provincia de Salamanca, en la comunidad autónoma de Castilla y León. Se integra dentro de la comarca de la Tierra de Alba. Pertenece al partido judicial de Salamanca y a la Mancomunidad Tierras del Tormes.
Su término municipal está formado por las localidades de Navales y Revilleja, ocupa una superficie total de 17,17 km² y según los datos demográficos recogidos en el padrón municipal elaborado por el INE en el año 2017, cuenta con una población de 322 habitantes.

## Símbolos

### Escudo
El escudo heráldico que representa al municipio fue aprobado con el siguiente blasón:

«Escudo cuartelado. Primero, de gules con una tiara papal de oro y plata. Segundo, de azur con un haz de tres espigas, de oro. Tercero, jaquelado de quince piezas, ocho de plata y siete de azur. Y Cuarto, de gules con una cruz de plata, una hogaza de pan de oro, y un vaso de plata, puestos en palo. Timbrado de la Corona Real española»

### Bandera
La bandera municipal fue aprobada con la siguiente descripción textual:

«1.500 mmm de largo y 1.000 de ancho dividido en tres franjas en diagonal con los colores «Gules», «Azur» y «Oro». 20% para el «gules» asido al mástil. 60% para el «oro». 20% para el «azur» en la parte volandera. En el centro de la bandera se ubica el escudo de la localidad.»

## Historia
Su fundación se remonta a la repoblación efectuada por los reyes de León en la Edad Media, denominándose entonces "Nabares", de lo que se deduce una posible repoblación de la localidad con gente procedente de Navarra, quedando Navales integrado en dicha época en el cuarto de Cantalberque de la jurisdicción de Alba de Tormes, dentro del Reino de León. Como parte del alfoz albense pasó a integrar el Señorío de Alba en 1430, elevado posteriormente a Ducado de Alba. Con la creación de las actuales provincias en 1833, Navales quedó encuadrado en la provincia de Salamanca, dentro de la Región Leonesa, formando parte del partido judicial de Alba de Tormes hasta la desaparición de este y su integración en el de Salamanca.

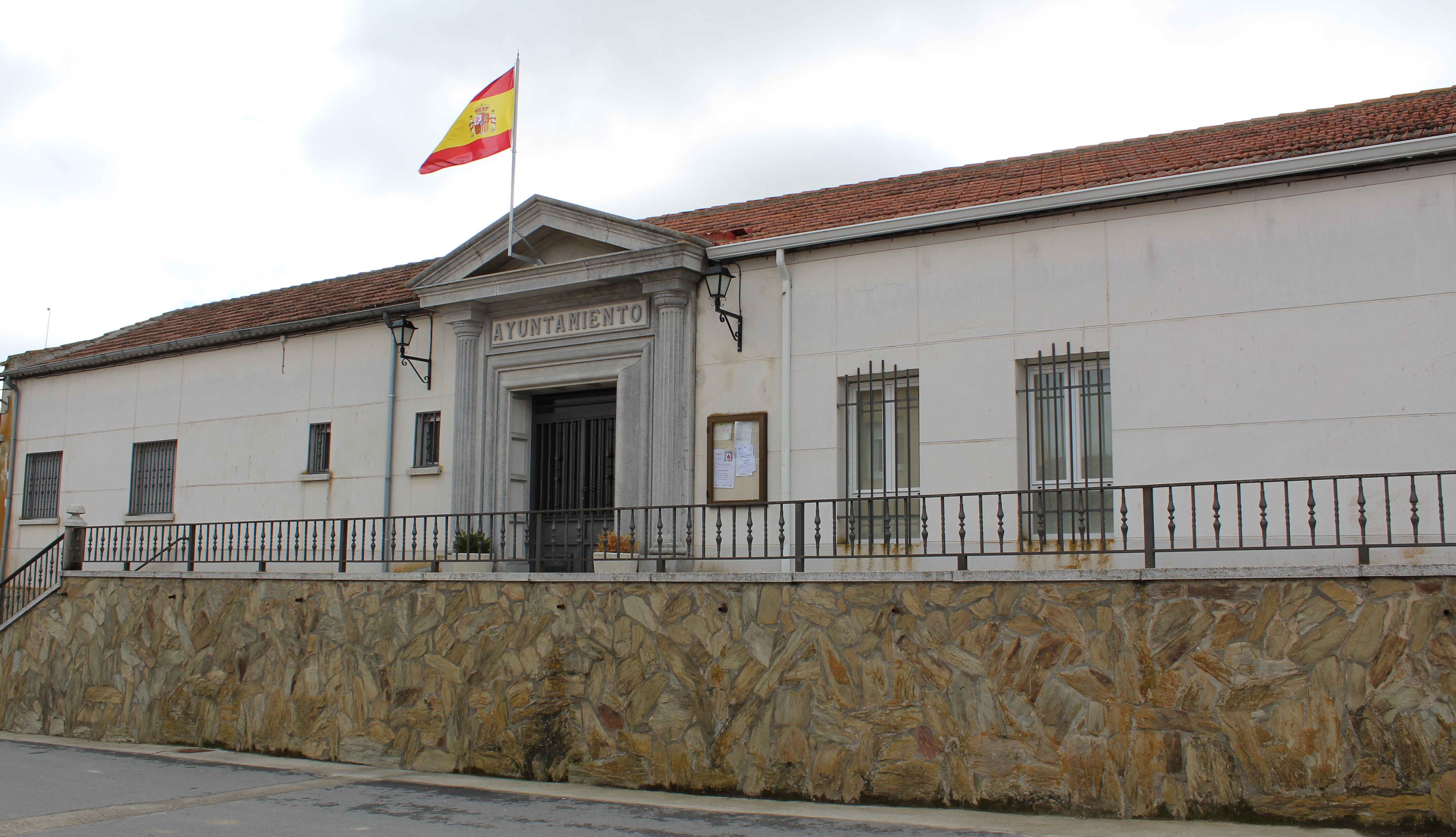
Casa consistorial.

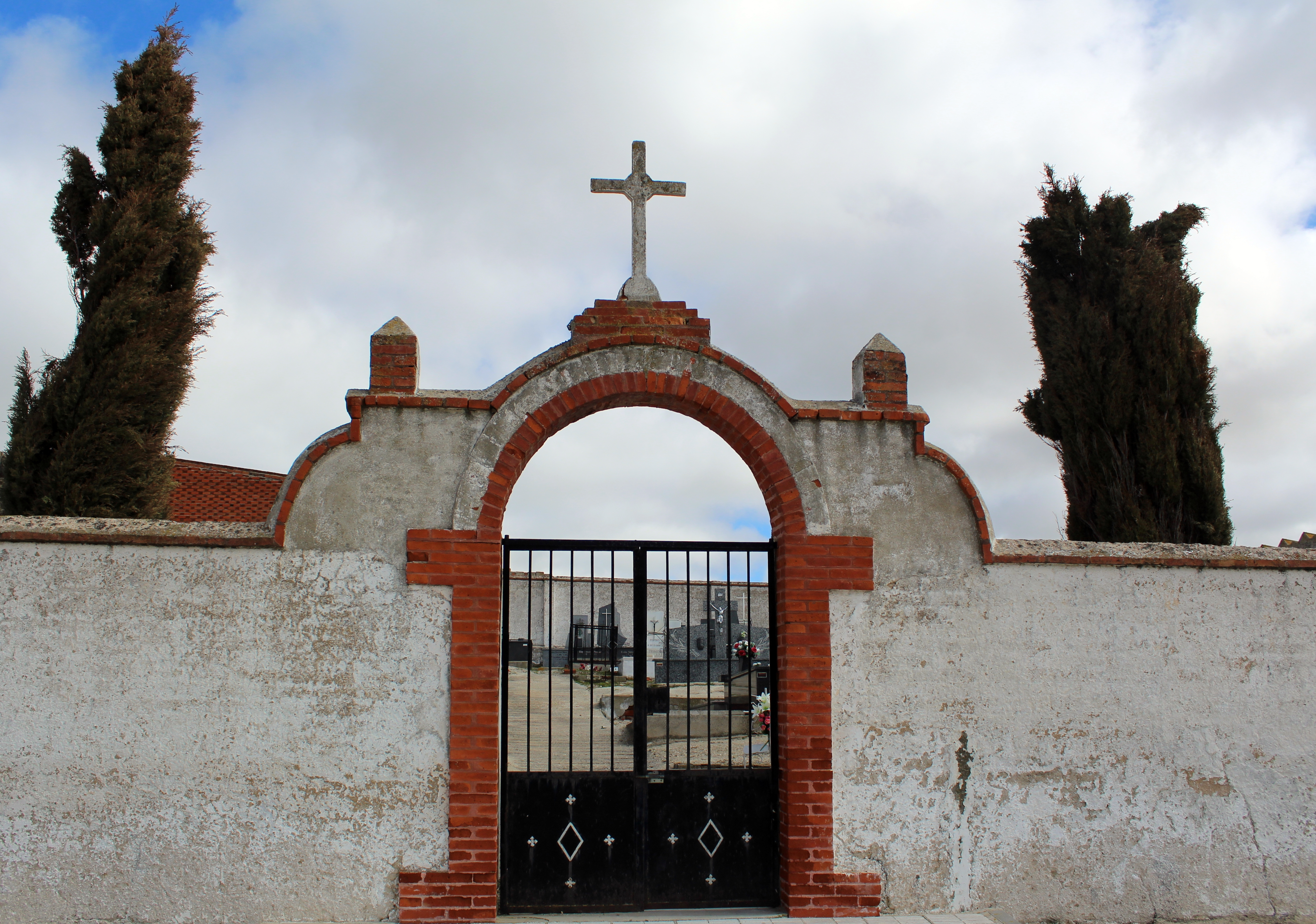
Cementerio.

## Geografía humana

### Demografía
Cuenta con una población de 311 habitantes (INE 2024).
| Gráfica de evolución demográfica de Navales entre 1842 y 2021                                                         |
| |
| Población de derecho según los censos de población del INE. Población de hecho según los censos de población del INE. |

### Núcleos de población
El municipio se divide en dos núcleos de población, que poseían la siguiente población en 2015 según el INE.
| Núcleo de población | Población |
| ------------------- | --------- |
| Navales             | 337       |
| Revilleja           | 4         |

## Administración y política
| Partido político                         | 2019  | 2019  | 2019       | 2015  | 2015  | 2015       | 2011  | 2011  | 2011       | 2007  | 2007  | 2007       | 2003  | 2003  | 2003       |
| Partido político                         | %     | Votos | Concejales | %     | Votos | Concejales | %     | Votos | Concejales | %     | Votos | Concejales | %     | Votos | Concejales |
| Partido Popular (PP)                     | 53,69 | 131   | 4          | 57,32 | 141   | 4          | 67,22 | 162   | 5          | 61,03 | 166   | 5          | 61,13 | 184   | 5          |
| Partido Socialista Obrero Español (PSOE) | 43,85 | 107   | 3          | 36,18 | 89    | 3          | 30,29 | 73    | 2          | 36,03 | 98    | 2          | 35,22 | 106   | 2          |